# Liste der Apachen-Stämme
In der Liste der Apachen-Stämme sind die unter der Bezeichnung Apachen zusammengefassten Stämme aufgeführt.

## Stämme der Apachen
Chiricahua Apache (abgeleitet vom Opata-Wort Chiguicagui - ‘Berg der wilden Truthähne’)
- Chokonen (Ch’ók’ánéń, Tsoka-ne-nde, Tcokanene, Chu-ku-nde, Chukunende, Ch’úk’ánéń, Ch’uuk’anén - ‘Ridge of the Mountainside People’, auch Chiricaguis, wirkliche oder Zentrale Chiricahua)[2]
  - Chokonen (lebten westlich des heutigen Safford, Arizona, entlang des Oberlaufs des Gila River, und nordöstlich entlang des San Francisco River bis in die Mogollon Mountains in New Mexico sowie im San Simon Valley im Südwesten, nordöstliche Lokalgruppe)[3]
  - Chihuicahui (lebten im Südosten Arizonas westlich des San Pedro River, ihre Westgrenze bildeten die heutigen Ortschaften Engin, Benson, Johnson und Willcox, nordwärts bis zum San Simon River sowie ostwärts bis ins südwestliche New Mexico, beherrschten die Huachuca Mountains, die südlichen Pinaleno sowie die Winchester, Dos Cabezas, Chiricahua, Dragoon und Mule Mountains, südwestliche Lokalgruppe)[4]
  - Dzilmora (lebten in den Alamo Hueco, Little Hatchet and Big Hatchet Mountains im Südwesten New Mexicos, südöstliche Lokalgruppe)
  - Animas (lebten südlich des Gila River, westlich des San Simon Valley in den Peloncillo Mountains entlang der Arizona-New Mexico-Grenze südwärts bis zum Guadalupe Canyon und östlich im Animas Valley und den Animas Mountains im Südwesten New Mexicos, südliche Lokalgruppe)
  - Lokalgruppe (lebten im Nordosten Sonoras, Mexiko, und im angrenzenden Arizona, im Guadalupe Canyon, entlang des San Bernardino River, in den nordwestlichen Teilen der Sierra San Luis, im Batepito Valley mit der Sierra Pitaycachi, östlich von Fronteras, als ihrer Festung)
  - Lokalgruppe (lebten östlich von Fronteras in der Sierra Pilares de Teras in Sonora)
  - Lokalgruppe (lebten in der Sierra de los Ajos nordöstlich des Sonora River, entlang des Bavispe River nördlich bis nach Fronteras)
- Bedonkohe (Bi-dan-ku, Bidánku - ‘In Front of the End People’, Bidankande, Bi-da-a-naka-enda - ‘Standing in front of the enemy’, oft auch als Mogollon, Gila Apaches bezeichnet, lebten im Westen New Mexicos, in den Mogollon Mountains und Tularosa Mountains zwischen dem San Francisco River im Westen und dem Gila River im Südosten, Nordöstliche Chiricahua)
- Chihenne (Chi-he-nde, Chihende, Tci-he-nde, Chíhéne, Chííhénee’  - ‘rot bemaltes Volk’, oft als Copper Mine, Warm Springs, Ojo Caliente Apache, Mimbreños/Mimbres, Gila Apaches bezeichnet, Östliche Chiricahua)
  - Warm Springs (span.: Ojo Caliente - ‘Heiße Quellen’)
    - nördliche Warm Springs (lebten nordöstlich der Bedonkohe in den Datil, Magdalena und Socorro Mountains, den Plains of San Agustin, und im Norden vom heutigen Quemado östlich bis zum Rio Grande, nördliche Lokalgruppe)[5]
    - südliche Warm Springs (wirkliche Warm Springs, siedelten in der Nähe von Ojo Caliente in der Nähe des heutigen Monticello, zwischen dem Cuchillo Negro Creek und dem Animas Creek, beherrschten die San Mateo und Negretta Mountains sowie die Black Range westlich des Rio Grande bis zum Gila River, nutzten die Thermalquellen in der Nähe des heutigen Truth or Consequences – daher als Warm Springs oder Ojo Caliente Apaches bezeichnet, südliche Lokalgruppe)

  - Gila / Gileños
    - Copper Mines (lebten südwestlich des Gila River, besonders bei den Santa Lucia Springs in den Burro Mountains, beherrschten die Pinos Altos Mountains, Pyramid Mountains und die Umgebung von Santa Rita del Cobre entlang des Mimbres River im Osten – daher als Copper Mine Apaches bezeichnet, westliche Lokalgruppe)[6]
    - Mimbres/Mimbreño (lebten im südöstlichen West-New Mexico, zwischen dem Mimbres River und dem Rio Grande in den Mimbres Mountains und der Cook’s Range – daher als Mimbres Apaches bezeichnet, östliche Lokalgruppe)
    - Lokalgruppe (lebten im südlichen New Mexico in den Pyramid Mountains und Florida Mountains (von den Chihenne Dzlnokone - ‘Long Hanging Mountain’ genannt), wanderten im Osten bis zum Rio Grande und im Süden bis zur mexikanischen Grenze, südliche Lokalgruppe)
- Nednhi (Ndé'ndai, Nde-nda-i, Nédnaa’í, Ndé’indaaí, Ndé’indaande, Ndaandénde - ‘feindliches Volk’, ‘Volk, das Ärger bereitet’, oft als Bronco Apaches, Sierre Madre Apaches bezeichnet, Südliche Chiricahua)[7]
  - Janeros (lebten im Nordwesten Chihuahuas, Nordosten Sonoras sowie im Südosten Arizonas, in den Animas Mountains, Florida Mountains, südlich in die Sierra San Luis, Sierra del Tigre, Sierra de Carcay, Sierra de Boca Grande, westwärts jenseits des Aros River bis nach Bavispe, im Osten entlang des Janos River und Casas Grandes River bis zum Lake Guzmán im nördlichen Guzmán Basin, handelten bevorzugt mit dem Presidio Janos, nannten sich wahrscheinlich Dzilthdaklizhéndé - ‘Blue Mountain People’ - ‘Volk der Blauen Berge, d. h. der Sierra Madre’, nördliche Lokalgruppe)
  - Carrizaleños (lebten nur im Norden von Chihuahua, zwischen den Presidios von Janos im Westen und Carrizal sowie des Lake Santa Maria im Osten, südlich bis nach Corralitos, Nuevo Casas Grandes und Agua Nuevas, 60 Meilen nördlich von Chihuahua, beherrschten das südliche Guzmán Basin sowie die Bergketten entlang des Casas Grandes, San Miguel River, Santa Maria River und Carmen River, nannten sich wahrscheinlich Tsebekinéndé - ‘Stone House People’ oder ‘Rock House People’, südöstliche Lokalgruppe)
  - Pinaleños (lebten im nördlichen Grenzgebiet zwischen Sonora und Chihuahua, südlich von Bavispe, zwischen dem Bavispe River und Aros River, beherrschten die Sierra Huachinera, Sierra de los Alisos und Sierra Nacori Chico, diese Berge haben einen großen Waldbestand an Apachen-Kiefern – daher wurden sie Pinaleño oder Pinery Apaches genannt, südwestliche Lokalgruppe)

Mescalero Apache (wurden von anderen Apachen Natahéndé - ‘Mescal-Volk’ genannt, daher die span. Bezeichnung als Natages, ab 1800 allg. als Mescaleros bekannt, manchmal auch als Faraone bezeichnet, Eigenbez.: Shis-Inday - ‘Volk der (Berg)Wälder’)
- Natahéndé / Nadahéndé (span.: Natages sprich ‘Na-ta-hay’ - ‘Mescal-Volk’, lebten zwischen Rio Grande und Pecos River in Zentral-New Mexico mit Gruppen im südlichen/westlichen Llano Estacado sowie im südlichen Texas Panhandle)
- Guhlkahéndé / Guułgahénde (span.: Cuelcajenne - ‘People of the Plains’ - ‘Volk der Ebene’, lebten meistens östlich der Rocky Mountains und des Pecos Rivers, auf den High Plains vom Texas Panhandle bis zum Pecos Valley, zwischen Amarillo, Tucumcari, Lubbock und dem Llano Estacado, entlang der Sandia Mountains und Tijeras Mountains westlich bis nach Santa Fe, vom Nogal Canyon nördlich bis nach Las Vegas, von den Organ Mountains östlich bis nach El Paso, in Oklahoma hatten sie per Heirat verwandtschaftliche Kontakte zu den Comanche)
- Dzithinahndé / Tsilnihéndé (span.: Chilpaines - ‘Mountain Ridge Band People’, lebten in den Bergen westlich und südlich des Pecos River bis ins nördliche Chihuahua und Coahuila)
- Ch'laandé / Tslahahéndé (‘Antelope Band People’, lebten westlich des Pecos River bis zum Rio Grande in den Bergen Zentral- und Süd-New Mexicos und im Tularosa Basin)
- Nit'ahéndé / Niit’ahénde (‘People Who Live Against the Mountains’, ‘Earth crevine People’, lebten in den Sacramento Mountains in New Mexico und den Guadalupe Mountains im Südwesten von Texas)
- Tsehitcihéndé  (‘People of Hook Nose’, bezeichnete mehrere Gruppen, die in den Guadalupe Mountains, den angrenzenden Plains von Texas sowie im Norden von Coahuila und Chihuahua streiften)
- Tsebekinéndé (‘Rock House People’, von den Spaniern und Amerikanern oft Agua Nuevas (‘Neue Gewässer’) oder Norteños (‘die Nördlichen’) genannt, hatten ihr Zentrum um Corralitos in Chihuahua, wanderten aber nördlich bis in die Sacramento Mountains und südlich bis Chihuahua (‘The city of mules’) sowie beiderseits des Rio Grande zwischen El Paso und Presidio del Norte, waren aber auch in den Guadelupe und Limpia Mountains anzutreffen)
- Tá'huú'ndé (‘Mountains-extending-into-the-river-People’, lebten beiderseits des Pecos River im südlichen New Mexico und wanderten bis ins südwestliche Texas)
- Tuintsundé / Túntsande (‘Big Water People’, ursprünglich die Tú sis Ndé-Bande der Lipan, die im südlichen Zentral-Texas sowie im Norden Coahuilas oftmals mit verschiedenen Mescalero-Banden zusammen campierte, jagte und raubte, schlossen sich nach starken Verlusten den Mescalero an, bildeten nun eine Mescalero-Bande)
- Tuetinini / Tú’é’dinénde (‘No Water People’, ‘Tough People of the Desert’, ursprünglich die Twid Ndé-Bande der Lipan, verschmolzen nach harten Kämpfen und schweren Verlusten mit den südlichen Mescalero-Banden)

Jicarilla Apache (sprich: ‘Hee-ka-re-a’, span: ‘kleine Körbe’, Eigenbez.: T’Inde - ‘Volk’, wurden von den Navajo, Mescalero und Lipan als Kinya-Inde - ‘das Volk, welches in [festen] Häusern wohnt’ genannt)
- Ollero (span: ‘Töpfer’, Eigenbez.: Sai T’inde - ‘Sandvolk/Bergvolk’, daher auch oft span. Hoyeros - ‘Volk der bewaldeten Bergtäler’ genannt, suchten in den Bergen von New Mexico und Colorado westlich des Rio Grande und entlang des Chama River Schutz vor den Comanche,[10] wurden sesshaft und betrieben Ackerbau, übernahmen die Töpferkunst, ergänzten ihren Lebensunterhalt durch Verkauf von Tongefäßen und Korbwaren sowie landwirtschaftlichen Produkten, lebten teilweise in puebloartigen Dörfern, unterhielten Handelsbeziehungen zu den Pueblo-Völkern,[11] Verbündete der Kahpota-Ute gegen die Stämme der Südlichen Plains – den Comanche, Kiowa, Südlichen Cheyenne und Südlichen Arapaho) (6 Lokalgruppen)
- Llañero (span: ‘Volk der Ebene’, span. Übersetzung der Eigenbez. Kolkhahin / Gulgahén, lebten als Nomaden in Tipis (kozhan genannt) weiterhin in den Plains von New Mexico, Colorado und Texas östlich des Rio Grande entlang des Oberlaufs des Canadian Rivers und gingen auf die Bisonjagd, im Winter lebten sie in den Bergen zwischen dem Canadian River und dem Rio Grande, campierten und handelten nahe den Picuris Pueblo, Pecos Pueblo und Taos Pueblo, Verbündete der Mahgrahch-Ute (oft wegen ihrer Handelsbeziehungen zu den Taos als Taos-Ute bezeichnet) gegen die feindlichen Stämme der Südlichen Plains) (8 Lokalgruppen)

Lipan Apache (Eigenbez.: Hle’pai Nde - ‘Hellgraues Volk’, von den Spaniern in Lipan korrumpiert, auch als Ndee buffalo hunters, Texas-Apache bezeichnet)
Östliche Lipan (span. Lipanes de arriba - ‘Obere Lipan’, ‘Nördliche Lipan’)
- Tséral tuétahä, Tséral tuétahäⁿ (‘Red Hair People’, verschmolzen später mit den Tche shä und Tsél tátli dshä, lebten südlich des Nueces River in Texas, gegen ca. 1884 ausgelöscht)
- Tche shä, Tche shäⁿ (‘Sun Otter People’, wanderten von San Antonio, Texas, bis südlich zum Rio Grande)
- Kó'l kukä'ⁿ, Kó’l Kahäⁿ, Cuelcahen Ndé (‘Tall Grass People’, ‘High Grass People’, ‘Prairie Men’ lebten auf den Plains in Zentral-Texas entlang des oberen Colorado River und dessen Nebenflüssen südwestlich bis zum Pecos River)
- Tchó'kanä, Tchóⁿkanäⁿ (‘Pulverizing People’, ‘Rubbing People’, verschmolzen später mit den Tcha shka-ózhäye, lebten westlich von Fort Griffin, Texas, das am Clear Fork des Brazos River lag, streiften entlang des oberen Colorado River bis zur Westseite des Rio Grande nach Mexiko, gegen ca. 1884 ausgelöscht)
- Kóke metcheskó lähä, Kóke metcheskó lähäⁿ (‘High-Beaked Moccasin People’, lebten südlich von San Antonio bis nach Mexiko)
- Tsél tátli dshä, Tsél tátli dshäⁿ (‘People of the Green Mountain’, verschmolzen später mit den Kóke metcheskó lähä, wanderten östlich des Rio Grande im Süden von Texas entlang des unteren Guadelupe River und Nueces River, gingen in den Kóke metcheskó lähäⁿ auf)[14]
- Ndáwe qóhä, Ndáwe qóhäⁿ, Ndáwe ɣóhäⁿ (‘Fire People’, ‘Camp Circle People’, lebten südwestlich von Fort Griffin, entlang des Colorado River und dessen Nebenflüssen, dem San Saba River und Llano River bis zum oberen Nueces River sowie entlang des Frio River und Atascosa River in Texas)
- Shá i'a Nde, Shá'i'ánde, Nde 'Shini, Shä-äⁿ (‘Northern People’, nördliche Gruppe der Lipan, teilweise familiäre Kontakte zu den Kiowa-Apache, mussten mit 300 Leuten 1884 zur Washita Agency in Oklahoma umziehen)
- Tsés tsembai (‘Heads of Wolves People’, ‘Bodies of Men People’, streiften meist zwischen dem oberen Brazos River und dem Colorado River in Zentral-Texas, wanderten jedoch oftmals weiter nach Westen)
- Te'l kóndahä, Te'l kóndahäⁿ (‘Wild Goose People’, lebten westlich von Fort Griffin in Texas, entlang des oberen Colorado River und dessen Nebenflüssen, waren als Krieger bekannt und gefürchtet)

Westliche Lipan (span. Lipanes de abajo - ‘Untere Lipan’, ‘Südliche Lipan’)
- Tu'tssn Ndé, Tùn Tsa Ndé, Tú sis Ndé, Kúne tsá, Konitsaii Ndé (‘Big Water People’, ‘Great Water People’, ursprünglich eine Gruppe der Natage, lebten in den Gulf Coastal Plains  beiderseits des Rio Grande bis nach Coahuila, ab 1750 überquerte der größte Teil den Rio Grande nach Mexiko, so dass sich ihr Stammesgebiet, Konitsąąįį gokíyaa (‘Big Water People Country’) genannt, tief bis nach Coahuila hinein erstreckte, siedelten meist entlang des Rio Escondido und Rio San Rodrigo, Magoosh's Lokalgruppe der Tú sis Ndé verschmolz später als Tuintsunde mit den Mescalero)[15]
- Tsésh ke shéndé, Tséc kecénde (‘Painted Wood People’, lebten ursprünglich vielleicht entlang des oberen Brazos River, später in der Nähe von Lavón, Mexiko, ca. 1884 ausgelöscht)
- Tindi Ndé, Tú'e Ndé, Tüzhä'ⁿ, Täzhä'ⁿ (‘People of the Mountains’, ‘Uplanders’, lebten entlang des oberen Rio Grande, im südlichen New Mexico und in Nordmexiko, ab 1850 lebten sie in engen Kontakt mit den Mescalero)
- Tchaⁿshka ózhäyeⁿ (‘Little Breech-clout People’, lebten entlang des östlichen Ufers des Pecos River in Texas, waren enge Verbündete der Nadahéndé-Gruppe der Mescalero)
- Twid Ndé, Tú’é'diné Ndé (‘Tough People of the Desert’, ‘No Water People’, wurden so genannt, da sie in der Wüste lebten, und sie oft nur von Wasser lebten, das in kleinen Felslöchern der Berge oder in Yucca-Pflanzen gespeichert war, zogen weg von den Gulf Coastal Plains nordwärts in die Berge und Wüsten zwischen dem Rio Grande und Rio Pecos, nahe dem Zusammenfluss der beiden, dort gingen sie oft Mischehen mit benachbarten Gruppen der Mescalero ein und verschmolzen später als Tuetinini mit dem Mescalero, die Tú sis Ndé (‘Big Water People’), die versuchten ihr altes Territorium entlang der Golfküste zu behaupten, sind manchmal recht kritisch gegenüber den Twid Ndé wegen ihrer Abtrünnigkeit und Mischung mit den Mescalero und klassifizieren sie daher als eine Mescalero oder teilweise Mescalero-Gruppe)[16]
- Zit'is'ti Nde, Tséghát’ahén Nde, Tas steé be glui Ndé (‘Rock Tied to Head People’, lebten und wanderten in den Wüsten Nordmexikos, und trugen wie die benachbarten Mescalero ein rotes Kopftuch, das zu einem Turban gewickelt wurde, unter dem sie auf jeder Seite einen flachen Stein steckten)

Zudem gab es noch folgende Gruppen, die manchmal zu den Westlichen Lipan gezählt werden:
- Bi'uhit Ndé, Buii gl un Ndé (‘Many Necklaces People’, trugen sehr viele Halsketten, waren bekannt dafür, sehr auf ihr Äußeres zu achten, lebten in den Wüsten und Hochplateaus von New Mexico und Nord-Mexiko)
- Ha'didla 'Ndé, Goschish Ndé (‘Lightning Storm People’, streiften vom unteren Rio Grande Valley in Süd-Texas bis nach Tamaulipas in Mexiko, heute leben deren Nachkommen im Lower Rio Grande River-Gebiet (El Calaboz Rancheria))
- Zuá Zuá Ndé (‘People of the Lava Beds’, lebten in den vulkanischen Lavagebieten im Osten von New Mexico und Nordwesten von Texas)
- Jumano Ndé, Suma Ndé  (Jumano Apache) - ‘Red Mud Painted People’, lebten im Gebiet des Mittel- und Unterlaufs (Lower und Middle) des Rio Grande River, Nueces River, Frio River und des Conchos Rivers, heute leben deren Nachkommen im Middle-Upper Rio Grande River-Gebiet, West Texas (El Polvo (Redford), El Mesquite, El Conejo, El Mulato Chihuahua)
- Indantųhé Ndé, Nakaiyé Ndé (‘Mexican Clan People’, Nachkommen von mexikanischen Siedlern, die sich Lipan Apache anschlossen, als diese in Mexiko Zuflucht vor der US-amerikanischen Armee suchten)

Kiowa Apache (Eigenbez.: Na-di-isha-dena, Na’isha, Naishan Dené - ‘Jene, die Dinge [Beute] herumtragen oder transportieren’ oder ‘Räuber’, daher von ihren Kiowa-Verbündeten auch als Semat - ‘Räuber’ bezeichnet, nannten sich auch Khat-tleen-deh oder γát dìndé - ‘Zedernholz-Volk’ oder Bay-ca-yeh - ‘Wetzstein-Volk’, unter letztem Namen waren sie bei den benachbarten Stämmen bekannt, die feindlichen Pawnee nannten sie Tsaka-Taka (‘face-white’ - ‘Weißgesichter’), daher nannten die weißen Entdecker sie Gattacka oder auch Katacka, oft als Plains Apache bezeichnet)
- erste Gruppe
- zweite Gruppe
- dritte Gruppe
- vierte Gruppe

Westliche Apache (Eigenbez.: Nnee - ‘Volk’, span. Coyotero - ‘Koyotenesser’, auch Garroteros - ‘Keulenmänner’)
- White Mountain Apache (Eigenbez.: Dzil Łigai Si'án Ndee -  ‘Volk der White Mountains’,[20] span. ‘Sierra Blanca Apaches’ - ‘Apachen der weißen Berge’, lebten zwischen den Pinaleno Mountains im Süden und den White Mountains im Norden entlang des White, Black, Salt sowie Gila River, östliche sowie zugleich die größte und mächtigste Stammesgruppe der Westlichen Apache)[21]
  - Westliche White Mountain Apache (Łįįnábáha, Laan Baaha oder Łįįnábáha dinéʼiʼ - ‘Many Go to War People’, oft auch als Coyoteros oder Coyotero Apaches bezeichnet)
  - Östliche White Mountain Apache (Dził Ghą́ʼ oder Dzil Ghaa a - ‘On Top of Mountains People’)
    - Dzil Nchaa Si An (′Big Seated Mountain People′ - ′Volk von Mount Graham′)[22]
- Cibecue Apache (span. Ableitung von Dishchíí Bikoh - ‘Volk des roten Canyon’, lebten vom Salt River im Süden bis deutlich über dem Mogollon Rim im Norden, die westliche Grenze bildeten die Mazatzal Mountains, Heimat der Südlichen Tonto, nördliche Stammesgruppe)
  - Canyon Creek (Gołkizhn - ‘Spotted on Top People’, lebten entlang des Canyon Creek, einem Nebenfluss des Salt Rivers, im Gebiet des Mogollon Rim, westliche Gruppe der Cibecue Apache)
  - Carrizo (Tłʼohkʼadigain, Tłʼohkʼadigain Bikoh Indee - ‘Canyon of the Row of White Canes People’, lebten entlang des Carrizo Creek, einem Nebenfluss des Salt Rivers, östliche Gruppe der Cibecue Apache)
  - Cibecue (Dziłghą́ʼé, Dził Tʼaadn oder Dził Tʼaadnjiʼ - ‘Base of Mountain People/Side of Mountain People’, lebten entlang des Cibecue Creek, einem Nebenfluss des Salt River, mittlere Gruppe der Cibecue Apache)
- San Carlos Apache (Tsékʼáádn - ‘Metate People’, lebten nahe Tucsons in den Santa Catalina Mountains beiderseits des San Pedro River nordwärts über den Gila River bis zum Salt River, südwestliche Stammesgruppe)
  - Apache Peaks (Nadah Dogalniné - ‘Spoiled Mescal People’, ‘Tasteless Mescal People’, auch als Bichi Lehe Nnee - ′Fled to the mountains People′ bezeichnet, lebten nordwestlich von Globe zwischen dem Salt River und den  Apache Peaks, ostwärts bis zu Ishįį (‘Salz’) am Salt River sowie zwischen den Mündungen des Cibicue Creek und Canyon Creek)
  - San Carlos (Tsékʼáádn, Tsandee Dotʼán - ‘It is Placed Alone beside the Fire People’, oft einfach als Tsékʼáádn - ‘Metate People’ (oder eigentl. San Carlos) bezeichnet, manchmal auch Tiis Zhaazhe Bikoh - ′Small cottonwood canyon People′ genannt, lebten und pflanzten entlang des San Carlos River, einem Nebenfluss des Gila River)
  - Pinaleño / Pinal Apache (T’iisibaan, T’iis Tsebán oder Tiis Ebah Nnee - ‘Gray Cottonwoods in the Rocks People’, benannt nach Tiis Tsebá, einem Farmgebiet entlang des Pinal Creek sowie den Bäumen an der Mündung in den San Pedro River, lebten im Westen in den Mescal Mountains und den nördlichen und östlichen Pinaleno Mountains (auch Pinal Mountains, Dzi£ Nnilchí' Diyiléé - ‘pine-burdened mountain’)[23] bis in die nördlichen Apache Peaks im Osten, im Norden jenseits des Salt River sowie im Südosten bis zum Gila River, jagten und campierten zusammen in bilingualen Gruppen mit ihren Hwaalkamvepaya-Verbündeten der Guwevkabaya-Yavapai sowie mit den Arivaipa Apache in den Dripping Springs Mountains und den westlichen Pinaleno Mountains im Südwesten, lebten größtenteils nördlich der Arivaipa)
  - Arivaipa / Aravaipa (Pima: ‘Feiglinge’, ‘Weiber’, wurden von den Apachen Tsé hiné, Tséjìné oder Tsee Zhinnee  - ‘Dark Rocks People’ oder ‘Black Rocks People’ genannt, abgel. von den schwarzen Felsen der Galiuro Mountains und des Aravaipa Canyons, lebten vom Nordwesten in den Santa Teresa Mountains, inklusive des Mount Turnball, den südlichen Apache Peakes südwärts in den Tortilla Mountains bis in die nordöstlichen Santa Catalina Mountains und Rincon Mountains (Itah Gos'án - ‘Sits Close Together’) im Südwesten sowie vom Nordwesten südlich des Gila Rivers bis in die Galiuro Mountains im Südosten sowie im Arivaipa Canyon, Arapa genannt sowie beiderseits des San Pedro River Valley, Sambeda genannt, jagten und campierten zusammen in bilingualen Gruppen mit ihren Hwaalkamvepaya-Verbündeten der Guwevkabaya-Yavapai sowie mit den Pinaleño/Pinal Apache in den Dripping Springs Mountains und den westlichen Pinaleno Mountains im Nordwesten, lebten größtenteils südlich der Pinaleño/Pinal Apache)[24]
    - Tséjiné (Tsé hiné or Tsee Zhinnee - ‘Dark Rocks People’ oder ‘Black Rocks People’, bedeutendster Clan der Arivaipa, daher meist als Name für die ganze Gruppe gebraucht)
    - Tsé Binest’i’é (‘Rock encircling People’)
    - Dzil Dlaazhe (auch Mount Turnbull Apache, bilinguale Guwevkabaya (Kwevekapaya)-(Arivaipa ?)Apache-Gruppe)[25]
- Tonto Apache (Eigenbez.: Dilzhé’e, wurden von benachbarten Westliche Apache vermutlich auf Grund ihres starken Yavapai-Akzents als Dilzhé’e, Dilzhę́’é, Dilzhe’eh (‘People with high-pitched voices’ - ‘Volk mit hohen, hellen Stimmen’) bezeichnet, von den Chiricahua Apache daher auch als Ben-et-dine oder binii?e'dine (‘Volk ohne Verstand’, d. h. ‘wild’, ‘verrückt’ oder ‘Jene, die man nicht versteht’)[26] genannt, auf Grund ihrer nomadischen Lebensweise in unzugänglichen Gebieten wurden sie zudem von den Westlichen Apache Koun'Nde - ‘wildes, raubeiniges Volk’ genannt, die Spanier übernahmen diese Bezeichnungen als Tonto - ‘wild’, ‘verrückt’, lebten vom Salt River und den Mazatzal Mountains im Süden, dem Tonto Basin sowie entlang dem Oberlauf des Verde Rivers in den San Francisco Peaks nordwärts bis zum heutigen Flagstaff, nordwestliche Stammesgruppe)
  - Nördliche Tonto (lebten entlang des Oberlaufs des Verde River sowie nordwärts bis zu den San Francisco Mountains nördlich von Flagstaff)
    - Bald Mountain (Dasziné Dasdaayé Indee - ‘Porcupine Sitting Above People’, lebten meist rund um Bald Mountain oder Squaw Peak, im westlichen Verde River Valley, südwestlich von Camp Verde. Sie lebten einzig von der Jagd und dem Sammeln von Wurzeln, Kräutern und Pflanzen, bildeten mit den Wi:pukba (Wipukepa oder Nordöstlichen Yavapai) eine bilinguale (zweisprachige) Gruppe)
    - Fossil Creek (Tú Dotłʼizh Indee - ‘Blue Water People’, hatten einige kleine Pflanzungen entlang des Fossil Creek, Clear Creek sowie an einer Stelle am Verde River, unterhalb der Mündung des Deer Creek, jagten und sammelten westlich des Verde River, im Nordwesten bis zum Gebiet der Oak Creek-Tonto sowie im Nordosten bis zu Apache Maid Mountain, bildeten mit der Matkitwawipa-Gruppe der Wi:pukba (Wipukepa oder Nordöstlichen Yavapai) eine bilinguale (zweisprachige) Gruppe)
    - Mormon Lake (Dotłʼizhi HaʼitʼIndee - ‘Turquoise Road Coming Up People’, lebten östlich von Mormon Lake nahe dem Anderson's Canyon, streiften bis in die südlichen San Francisco Mountains, Elden Mountain nahe Flagstaff, rund um Mormon, Mary's, Stoneman's und Hay Lakes sowie im Anderson und Padre Canyon, da sie immer Angriffe der feindlichen Navajo (Diné) im Norden und Osten ausgesetzt waren, lebten sie einzig als Sammler und Jäger, waren die einzige Gruppe der Tonto Apache, die nur aus Apache bestand)
    - Oak Creek (Tsé Hichii Indee - ‘Horizontal Red Rock People’, lebten nahe dem heutigen Sedona, entlang des Oak Creek, Dry Beaver Creek, Wet Beaver Creek sowie südwärts bis zum Westufer des Verde River, zwischen Altnan und West Clear Creek, ostwärts zu Stoneman's und Mary's Lakes und nordwärts bis zum Roger's Lake und Flagstaff, bildeten mit der Wiipukepaya-Gruppe der Wi:pukba (Wipukepa oder Nordöstlichen Yavapai) eine bilinguale (zweisprachige) Gruppe)

  - Südliche Tonto (lebten im Tonto Basin, vom Salt River im Süden nordwärts entlang sowie über den East Verde River hinweg sowie in der Sierra Ancha, Bradshaw Mountains und Mazatzal Mountains)
    - Mazatzal (Tsé Nołtłʼizhn - ‘Rocks in a Line of Greenness People’, lebten meist in den östlichen Mazatzal Mountains, bildeten mit den Hakayopa und Hichapulvapa-Lokalgruppen der Wiikchasapaya (Wikedjasapa)-Gruppe der Guwevkabaya (Kwevkepaya oder Südöstliche Yavapai) eine bilinguale (zweisprachige) Gruppe)
    - Dilzhę́’é Klein-Gruppe (Dil Zhe’é, bedeutendste Klein-Gruppe, alle übrigen fünf Klein-Gruppen wurden allgemein als Dilzhę́’é bezeichnet, einige Dilzhę́’é in der Sierra Ancha bildeten mit Mitgliedern der Walkamepa-Gruppe der Guwevkabaya (Kwevkepaya oder Südöstliche Yavapai) die bilinguale (zweisprachige) Gruppe namens Matkawatapa)
    - zweite Klein-Gruppe
    - dritte Klein-Gruppe
    - vierte Klein-Gruppe
    - fünfte Klein-Gruppe
    - sechste Klein-Gruppe

Zuweilen lebten Gruppen der Wi:pukba (Wipukepa) und Guwevkabaya (Kwevkepaya) der Yavapai mit Tonto Apache und Gruppen der San Carlos Apache in zweisprachigen rancherias zusammen und konnten außer an der ‘Muttersprache’ von Fremden nicht von den Apache unterschieden werden, und so wurden Apache und Yavapai oft als Tonto bezeichnet. Daher ist es nicht immer leicht herauszufinden, ob es sich jetzt um ausschließlich Yavapai oder Apache oder um diese gemischten Banden handelt. Die Wi:pukba (Wipukepa) und Guwevkabaya (Kwevkepaya) wurden daher fälschlicherweise wegen ihrer verwandtschaftlichen und kulturellen Nähe zu den Tonto Apache oft als Apache Mohave, Yavapai Apache und/oder Yuma-Apachen bezeichnet. Als Yuma-Apachen bezeichnete man zudem auch die Ɖo:lkabaya (Tolkepaya) der Yavapai, als auch die ebenfalls zu den Hochland-Yuma zählenden Walapai (Hualapai), die jedoch beide erbitterte Feinde der Tonto, San Carlos Apache sowie deren Yavapai-Verbündeten waren.

## Federally recognized Tribes (Stämme)
Heute gibt es zehn sog. federally recognized tribes der Apachen, die von der Regierung der Vereinigten Staaten offiziell auf Bundesebene als Stamm anerkannt werden. Hierbei bilden die Yavapai-Apache Nation und die Fort McDowell Yavapai Nation sowohl zwei der fünf Apache-Stämme Arizonas als auch zwei der drei federally recognized Yavapai-Stämme in Arizona.
Vereinigte Staaten – Arizona
- White Mountain Apache Tribe
- San Carlos Apache Tribe
- Tonto Apache Tribe

Die Tonto Apache Reservation wurde 1972 mit gerade ca. 344.000 m² (85 acres) inmitten des Tonto National Forest eingerichtet, die 2010 nochmals um weitere 1.181.683 m² (292 acres) erweitert wurde, so dass sie heute ca. 1,5 km² umfasst. Die Reservation wird von 100 der ca. 140 Stammesmitglieder bewohnt und grenzt südlich an die Stadt Payson (in Apache: Te-go-suk - ‘Platz des gelben Wassers’) im Nordwesten des Gila County, ca. 153 km nordöstlich von Phoenix und 160 km südöstlich von Flagstaff.
Die Reservation ist von vielen großen Gebirgsketten umgeben, den Mazatzal Mountains (sprich: MAH-zaht-ZAL, lokal: Ma-ta-ZEL) im Westen, den Sierra Ancha Mountains (spanisch: ‘breites Gebirge’) im Süden sowie dem Mogollon Rim im Norden, mit Höhenlagen von 1.200 m bis ca. 2.100 m.
Die Tonto Apache betreiben heute das Mazatzal Hotel & Casino, südlich von Payson, am Highway 87 gelegen, mit Blick auf die Mazatzal Mountains und dem Mogollon Rim (engl. Aussprache: MUG-ee'ahn).
Die Tonto Apache sind direkte Nachkommen der einst in der Umgebung von Payson lebenden Nördlichen Tonto der Dilzhe'e Apache. Während der ersten Reservationszeit wurden sie in die große Rio Verde Reservation, nahe Fort Verde, welche 1871 für die Nördlichen Tonto Apache und Wi:pukba (Wipukepa) oder Nordöstlichen Yavapai eingerichtet worden war – jedoch wurde es 1875 aufgelöst und die Stämme wurden gezwungen, in die San Carlos Reservation umzusiedeln. Einige Nördliche Tonto Apache kehrten nach 20 Jahren Exil allmählich wieder nach Payson zurück, jedoch hatten bereits weiße Siedler viel Stammesland besetzt. Die Mehrheit der Nördlichen Tonto Apache hatte jedoch beschlossen, zusammen mit ihren Verwandten und Verbündeten, den Yavapai, in die Camp Verde Reservation zurückzukehren und bilden heute die Yavapai-Apache Nation.
- Yavapai-Apache Nation

Nachdem 1871 die Yavapai und Dilzhe’e Apache (Tonto Apache) gezwungen wurden, in die ca. 900 km² umfassende Camp Verde Reservation entlang des Verde River nahe Camp Verde zu ziehen, starben während der ersten drei Jahre (1871–1873) viele Kinder und Alte auf Grund von schlechtem Wasser und mangelhafter Versorgung mit gesundem und ausreichendem Essen. Als die Yavapai und Dilzhe’e Apache Bewässerungssysteme (einschließlich eines ca. 8 km langen Grabens) errichteten, funktionierte dies so gut, dass es nun möglich war, eine ausreichende Ernte einzufahren, um relativ autark zu sein. Aber beauftragte Unternehmer, die mit der Regierung zusammenarbeiteten, um die Versorgung der Reservationen sicherzustellen, sahen sich hierdurch in ihrer Existenz bedroht, und verlangten, die Reservation aufzulösen. Daraufhin wurden am 27. Februar 1875 1.476 Indianer gezwungen, über schneebedeckte Berge und zugefrorene Flüsse ca. 290 km nach Süden in die San Carlos Apache Indian Reservation zu ziehen, wobei viele Ältere, Frauen und Kinder in Schnee und Kälte umkamen. Während des Marsches kam es auf Grund des Hungers und der Strapazen zu gewaltsamen Spannungen zwischen Ɖo:lkabaya (Tolkepaya), Yavbe' (Yavapé) und Wi:pukba (Wipukepa) auf der einen Seite und den Dilzhe’e Apache und deren Guwevkabaya (Kwevkepaya) und Wi:pukba (Wipukepa)-Verbündeten andererseits. In San Carlos kamen nach zwei Wochen 1.361 Yavapai und Tonto Apache an, unterwegs wurden 25 Babys geboren, ca. 140  sind umgekommen.
In den frühen 1900er Jahren kehrten die Yavapai und Dilzhe’e Apache in ihre alte Heimat zurück, und 1910 wurde die ca. 40 acres (ca. 0,16 km²) große Camp Verde Indian Reservation eröffnet, zudem im folgenden Jahrzehnt die separate ca. 248 acres (ca. 1,00 km²) große Middle Verde Indian Reservation. Diese zwei wurden 1937 zur heutigen, ca. 665 acres (ca. 2,70 km²) umfassenden, Yavapai-Apache Nation Indian Reservation zusammengelegt, und besteht aus vier nicht zusammenhängenden Siedlungen im Verde Valley im östlichen Yavapai County – Clarkdale, Middle Verde, Rimrock sowie Camp Verde, den Verwaltungssitz und Hauptort, der mit 576 acres (ca. 2,33 km²) fast 90 % des Reservats umfasst. Der Census des Jahres 2000 ergab eine Reservatsbevölkerung von 743 Personen, von denen 512 in Camp Verde, 218 in Clarkdale und nur 13 in der nicht inkorporierten Siedlung Lake Montezuma lebten.
Die Basis der Einkünfte der Yavapai-Apache Nation bildet das Cliff Castle Casino sowie der Tourismus, dank vieler erhaltener historischer Stätten, wie Slide Rock State Park, Sedona Red Rock Country, Tuzigoot National Monument und Montezuma Castle National Monument. Die Yavapai-Apache Nation ist ein Zusammenschluss von zwei historisch unterschiedlichen Stämmen, welche beide am Oberen Verde River lebten. Die Nördlichen Tonto Apache der Dilzhe'e Apache, nutzten das Land im Nordosten, Osten und Süden, während die Wi:pukba (Wipukepa) (auch Nordöstliche Yavapai) und Yavbe' (Yavapé) (auch Nordwestliche Yavapai) im Nordwesten, Westen und Süden wohnten. Ihre Gebiete überlappten entlang des Oberen Verde River, wo sie oft in bilingualen Gruppen zusammen lebten. Heute überwiegt die Apache-Kultur.
- Fort McDowell Yavapai Nation

Das Reservat der Fort McDowell Yavapai Nation, ca. 56 km nordöstlich von Phoenix im Maricopa County, wurde durch Theodore Roosevelt 1903 errichtet und umfasste ursprünglich 40 sqm (ca. 103 km²), jedoch versuchte das Office of Indian Affairs 1910 die Bewohner umzusiedeln, um das Gebiet und die Wasserrechte für Außenstehende zu öffnen – jedoch vergebens. Die Reservation umfasst zurzeit 24.680 acres (ca. 100 km²) und wird von ca. 600 der insgesamt 950 Stammesmitglieder bewohnt.
Die Fort McDowell Yavapai Nation hat mehrere touristische Unternehmen, einschließlich des Fort McDowell Casino, Fort McDowell Adventures (a Western-themed outdoor venue), Eagle’s Nest RV Park, WeKoPa Golf Club, Fort McDowell Farms, Yavapai Materials, Radisson Poco Diablo Resort in Sedona sowie des Radisson Fort McDowell Resort and Conference Center.
Fort McDowell ist zudem der Geburtsort von einem der ersten Vorkämpfer für die indigenen Menschenrechte, Dr. Carlos Montezuma (Wassaja) (1866–1923). Als Kind wurde Wassaja von Akimel O’Odham geraubt und an einen italienischen Fotografen verkauft, der ihn in Chicago in Medizin unterrichtete, und schließlich schloss er das Medizinstudium als Doktor ab. Später kämpfte Wassaja, besser bekannt als Dr. Carlos Montezuma, für die Rechte der Native Americans, für das Recht, Bürger der Vereinigten Staaten zu werden. Er wurde auch eine der führenden Persönlichkeiten, die die Yavapai unterstützten, ihre Stammesgebiete wieder zu erlangen, und starb auf der Reservation an Tuberkulose.
Die Guwevkabaya (Kwevikopaya oder Kwevkepaya) (auch Südöstlichen Yavapai) der Fort McDowell Reservation nennen sich Abaja - ‘Das Volk’, daher vermuten einige Anthropologen und Linguisten, dass der Name Apache für die verschiedenen athapaskischsprachigen Apachen sich von der Eigenbezeichnung der Guwevkabaya  herleitet. Die Fort McDowell Yavapai Nation besteht aus zwei verschiedenen Stämmen, den Guwevkabaya (Kwevikopaya)-Yavapai und den Dilzhe'e Apache oder Südlichen Tonto Apache, welche oftmals untereinander heirateten, bilinguale Gruppen bildeten und Verbündete gegen feindliche Stämme und Siedler waren.
Vereinigte Staaten – Oklahoma
- Fort Sill Apache Tribe of Oklahoma

Der Fort Sill Apache Tribe (auch Fort Sill Chiricahua Warm Springs Apache Tribe) besteht aus Nachfahren der als Kriegsgefangene (von 1886 bis 1912) internierten Chiricahua Apache (Chokonen, Chihenne, Bedonkohe und Nednhi), die man 1894 in das Militär-Gefängnis nach Fort Sill in Oklahoma brachte. Die bereits hier siedelnden Kiowa, Comanche und Kiowa Apache stellten Teile ihres Reservatslandes den Chiricahua Apache zur Verfügung – ihren ehemaligen Feinden. Im August 1912 wurde der Kriegsgefangenen-Status aufgehoben und 1913 zogen 187 Fort Sill Apache in die Mescalero-Reservation in New Mexico zu ihren Stammesverwandten, den Mescalero Apache. 84 Fort Sill Apache blieben als Kriegsgefangen in Oklahoma zurück und wurden erst 1914 freigelassen. In den 1970er Jahren erlaubte es ein Übereinkommen bezüglich des Landanspruchs eine Stammesverfassung zu verabschieden und einige Landstücke in Oklahoma sowie ehemaliges Stammesland in New Mexico und Arizona zu erwerben. 1977 wurden sie als Fort Sill Apache Tribe offiziell als Stamm anerkannt. Heute gibt es ca. 670 Stammesmitglieder, von den ca. die Hälfte über 18 Jahre alt ist. Ungefähr 300 leben in Oklahoma, der Rest in den Vereinigten Staaten, England und Puerto Rico.
Der Stamm betreibt heute zwei Casinos, das Fort Sill Apache Casino in Lawton, Oklahoma und das Apache Homelands Casino bei Akela, New Mexico
- Apache Tribe of Oklahoma[42]

Der Apache Tribe of Oklahoma besteht aus Nachfahren der Kiowa Apache sowie einst feindlichen Lipan Apache, die sich 1874 auf der Flucht vor der US-Armee ihnen anschlossen. 1913 zogen jedoch die meisten Lipan Apache nach New Mexico, auf die Mescalero Apache Reservation, um sich den dort bereits lebenden Lipan anzuschließen. Eine Minderheit blieb bei den Kiowa Apache und ist seither Teil des Stammes.
Das Verwaltungs- und Stammeszentrum befindet sich in Anadarko im Caddo County, Oklahoma. Das heutige Reservatsgebiet umfasst Teile der Countys Caddo, Comanche, Cotton, Grady, Jefferson, Kiowa und Stephens in Oklahoma. Stammesmitglieder benötigen ein 1/8 blood quantum, also eine Mindestzahl an Vorfahren oder entsprechender „Blutanteil“ mit Kiowa-Apache-Vorfahren, um Aufnahme in den Stamm zu finden. Zählten sie im Jahr 2000 noch 1.802 Stammesmitglieder, gab es 2011 bereits 2.263 Kiowa Apache.
- Tonkawa Tribe of Indians of Oklahoma[43]

Der heutige Tonkawa Tribe of Oklahoma besteht aus Überlebenden der Tonkawa (auch Titska Watitch oder Tickanwatic) sowie einige Nachfahren der Lipan Apache, die ab 1884 mit den Tonkawa, ihren Verbündeten, zusammenlebten.
Im Herbst 1855 wurden den Tonkawa zusammen mit Caddo, Kichai (auch Keechi oder Kitsai), Waco, Tawakoni und Penateka-Comanche zwei kleine Reservate am Clear Fork Brazos River zugewiesen.
Trotz ihrer Allianz mit den Texas Rangern gegen die feindlichen Südlichen Plains-Stämme, überfielen Texaner die Reservate, so dass die Tonkawa 1857 nach Fort Cobb am Washita River im Indianer-Territorium gebracht. Als 1859 die Tonkawa für die US-Armee als Scouts tätig waren, überfielen wiederum amerikanische Siedler ihre Reservation, so dass ca. 300 Tonkawa nochmals in die Wichita Reservation nahe Anadarko umgesiedelt wurden.
Aus Rache für ihre Scout-Tätigkeiten wurden sie Opfer des sog. Tonkawa Massacre (23–24. Oktober 1862) durch einen Kriegstrupp verbündeter Stämme, die ca. 137 Männer, Frauen und Kinder, unter ihnen Häuptling Plácido (Ha-shu-ka-na - ‘Man kann Ihn nicht töten’) töteten. Es gibt unterschiedliche Berichte über die Stämme, die das Massaker an den Tonkawa begingen – Caddo, Shawnee, Lenni Lenape, Osage, Comanche, Kiowa und Seminolen werden in verschiedenen Berichten genannt.
Die Überlebenden wurden schließlich zusammen mit Lipan Apache bei Fort Griffin, Texas, angesiedelt, um sie vor der totalen Vernichtung zu schützen. 1884 wurden 92 Stammesmitglieder, einschließlich der Lipan Apache, vorübergehend in die Sauk-Fox-Agentur und dann im Frühjahr 1885 nach Fort Oakland im ehemaligen Nez-Percé-Reservat, Oklahoma, umgesiedelt. 1908 zählten sie nur noch 48 Stammesmitglieder, einschließlich mancher eingeheirateter Lipan Apache.
Diese Reservation in Kay County im Norden Oklahomas umfasst ca. 5,00 km², die Stammesverwaltung befindet sich am Westufer des Chikaskia River, ca. 4,00 km südöstlich von Tonkawa, ca. 19,30 km westlich von Ponca City sowie ca. 160,90 km nördlich von Oklahoma City, ist heute Heimat von ca. 600 Stammesmitgliedern.
Neben mehreren Geschäften betreibt der Stamm auch zwei Casinos – das Tonkawa Indian Casino in Tonkawa, Oklahoma und das Native Lights Casino in Newkirk, Oklahoma. Heute ist die Tonkawa-Sprache ausgestorben, auch Apache wird von den Mitgliedern nicht mehr gesprochen. Die meisten Tänze und Gesänge der Tonkawa sind verloren gegangen. Die meisten Tonkawa auf der Reservation leben unterhalb der Armutsgrenze.
Vereinigte Staaten – New Mexico
- Mescalero Apache Tribe

Die Mescalero Apache Reservation befindet sich im südlichen Zentral-New Mexico, ist ca. 1.864 km² groß und befindet sich auf einer Höhe von ca. 1.600 m bis 3.650 m über dem Meeresspiegel. Die hohen Berge sind Teil der Sacramento Mountains, mit dem höchsten Berg – dem Sierra Blanca Peak (3.652 m) – der für die Mescalero Apache heilig ist. Der Mescalero Apache Tribe besteht heute offiziell aus drei separaten Gruppen, die folgende vormals eigenständigen Stämme repräsentieren: die Mescalero Apache, die Chiricahua Apache und die Lipan Apache.
Die Twid Ndé (Tú’é'diné Ndé - ‘No Water People’, ‘Tough People of the Desert’) der Lipan Apache hatten sich bereits vor der Reservationszeit mit den Mescalero verbündet und verschmolzen ca. 1850 als Tuetinini mit den Mescalero. Häuptling Magoosh's Lokalgruppe der Tu'tssn Ndé (Tú sis Ndé, Kúne tsá - ‘Big Water People’, ‘Great Water People’) suchte ca. 1850 ebenfalls bei den Mescalero Zuflucht, 1904 floh Häuptling Venego mit seiner Lokalgruppe aus Zaragoza, Mexico, beide Gruppen verschmolzen mit den Mescalero zu den Tuintsunde.
1913 (August 1912 war der Kriegsgefangenen-Status aufgehoben worden) zogen 187 Fort Sill Apache Chiricahua (Chokonen, Chihenne, Bedonkohe und Nednhi) in die Mescalero-Reservation in New Mexico zu den Mescalero Apache. Waren die Mescalero früher bereits manche Mischehen mit Chihenne und Lipan eingegangen, hatten sie zu den Chokonen, Bedonkohe und Nednhi anfangs ein gespanntes Verhältnis. Im Laufe der Zeit entstanden aber durch das Zusammenleben auf engem Raum immer mehr freundschaftliche und familiäre Kontakte zwischen den verschiedenen Gruppen und es entwickelten sich starke und enge Beziehungen untereinander. Schließlich wurden 1964 alle Apache im Reservat ungeachtet ihrer Herkunft als Mescalero anerkannt.
Der Stamm betreibt das Ski Resort Ski Apache sowie das benachbarte Hotel und Casino für Touristenverkehr – das Inn of the Mountain Gods Resort and Casino. Zudem errichteten sie in der Nähe ihres Verwaltungszentrums in Mescalero, New Mexico ein Kulturzentrum, das Cultural Museum. Der Stamm besitzt noch ein größeres Museum im Dog Canyon südlich von Alamogordo, New Mexico. Im Jahre 2000 gab es laut Zensus 3.156 Stammesmitglieder, heute ca. 3.979.
- Jicarilla Apache Nation

Heute zählt die Jicarilla Apache Nation ca. 3.403 Stammesmitglieder.

## State recognized Tribes (Stämme)
Vereinigte Staaten – Texas
- Lipan Apache Tribe of Texas

Vereinigte Staaten – Louisiana
- Choctaw-Apache Tribe of Ebarb

Die Choctaw-Apache Community of Ebarb (auch Choctaw-Apache Tribe of Ebarb) liegt im westlichen Sabine Parish im Nordwesten von Louisiana an der Grenze zu Texas und umfasst in dessen traditionellem Territorium die Gemeinden Converse, Noble, Zwolle, Ebarb, Blue Lake, und Grady Hill. Offiziell 1978 staatlich anerkannt (state recognized), ist er heute der zweitgrößte Stamm im Staat Louisiana. Historisch sind die Stammesmitglieder Nachfahren von Lipan Apache-Sklaven, die auf den Märkten von Natchitoches und Los Adaes verkauft wurden sowie von Choctaw (auch Chahta), die auf der Suche nach neuen besseren Jagdgründen um 1800 sich hier niederließen, in den 1820er Jahren schlossen sich diesen noch Choctaw an, die vor den Muskogee (auch Creek) flohen. Zudem besitzen diese viele Vorfahren unter den vormals hier ansässigen Adais. Auch manche Überlebende der Bi’uhit Ndé / Buii gl un Ndé (‘Many Necklaces People’) der Lipan Apache wurden in die Choctaw-Apache Community umgesiedelt.
Vereinigte Staaten – Alabama
- MOWA Band of Choctaw Indians (MBCI)[54]

Im Jahr 1979 wurde die MOWA Band of Choctaw Indians als erster Stamm vom Bundesstaat Alabama als Stamm anerkannt (state recognized tribe), der Name MOWA bezieht sich auf die Namen der Countys Mobile County und Washington County, in denen sich die heutigen Reservatsgebiete befinden.
Die ca. 1,2 km² umfassende MOWA Choctaw Reservation befindet sich entlang des Mobile River und Tombigbee Rivers zwischen den kleinen Gemeinden McIntosh, Mount Vernon und Citronelle im Südwesten von Alabama, nördlich von Mobile. Sie sind Nachfahren von Choctaw (auch Chahta), Muskogee (auch Creek), Chickasaw, Cherokee und Chiricahua Apache (die in Mt. Vernon Barracks von 1887 bis 1894 als Kriegsgefangene interniert waren). Die Mehrheit hat Choctaw-Vorfahren aus Mississippi und Alabama, die 1830 der Zwangsumsiedlung ins Indianer-Territorium (Oklahoma) zur Zeit des Dancing Rabbit Creek-Vertrages entgehen konnten. Neben den Stammesmitgliedern, die auf der Reservation leben, leben ca. 3.600 in 10 kleinen Siedlungen nahe der Reservation. Laut United States Census 2000 gehören der MOWA Band of Choctaw Indians ca. 6.000 Stammesmitglieder an.

## Weitere Stämme und Gruppen
Folgende Stämme und Gruppen sind weder state recognized noch federally recognized tribes, d. h. sie sind weder durch einen Bundesstaat noch auf Bundesebene als Stamm anerkannt.
Vereinigte Staaten – Texas
- Lipan Apache Band of Texas

Die Lipan Apache Band of Texas sind Nachfahren der Kó'l kukä'ⁿ / Kó’l Kahäⁿ (auch Cuelcahen Ndé - ‘Tall Grass People’, ‘High Grass People’), Twid Ndé / Tú’é’diné Ndé (‘Tough People of the Desert’, ‘No Water People’), Tú sis Ndé / Kû'ne tsá / Konitsaaíí Ndé (‘Big Water People’, ‘Great Water People’), Tséghát’ahén Nde / Tas steé be glui Ndé (‘Rock Tied to Head People’), Bi’uhit Ndé / Buii gl un Ndé (‘Many Necklaces People’) and Zuá Zuá Ndé (‘People of the Lava Beds’) mit heute ca. 745 Stammesmitgliedern. Die meisten Mitglieder jedoch stammen von den einst mächtigen Konitsaaíí Ndé sowie Cúelcahén Ndé ab.
- Tu' Tssn Nde Band of the Lipan Apache Nation of Texas

Die Tu' Tssn Nde Band of the Lipan Apache Nation of Texas sind Nachkommen der Kune'tsa (Konitsaii) Nde Band der Lipan Apache sowie der Tu' Tssn (Tu'tssn) Nde Band (ursprünglich eine Gruppe der mächtigen „Natage/Nadahéndé (auch: Salinero und Mescalero) Band“, die im 18. Jhd. eine Art Hegemonie über benachbarte Mescalero und Lipan Bands innehatte) der Mescalero Apache, daher sind heute beide Stammesbezeichnungen üblich; in Mescalero als Tu'tssn Ndé, Tùn Tsa Ndé, Tú sis Ndé und in Lipan als Kune'tsa/Kúne tsá Ndé, Konitsaii Ndé – jeweils mit der Bedeutung als „Volk des großen Wassers“, streiften einst in den Gulf Coastal Plains sowie beiderseits des Rio Grande bis ins nördliche Coahuila, im Jahr 1765 verließ der Großteil Texas und zog nach Nord-Mexiko, Häuptling Magoosh' Lokalgruppe von Tu 'sis Nde verschmolz später mit den Südlichen Mescalero Lokalgruppen und bildete als Tuintsundé / Túntsande von nun an eine Mescalero Band.